# Bert Barlow
Herbert „Bert“ Barlow (* 22. Juli 1916 in Kilnhurst; † 19. März 2004 in Colchester) war ein englischer Fußballspieler. Als Halbstürmer gewann er mit dem FC Portsmouth im Jahr 1939 den FA Cup sowie zehn Jahre später die englische Meisterschaft.

## Werdegang

### Von Barnsley bis Wolverhampton (1935–1939)
Barlows Leistungen als Fußballer ragten bereits im Schulsport der Stadt Rotherham heraus und im Sommer 1934 schloss er sich im Erwachsenenbereich dem Fußballteam der bei Rotherham gelegenen Silverwood Colliery an, das in der Sheffield Association League aktiv war. Zuvor war er bei den Kilnhurst Old Boys als Mittelstürmer aufgelaufen. Noch vor seinem 19. Geburtstag zog er im Juli 1935 weiter zum Zweitligisten FC Barnsley, nachdem ihn der ebenfalls aus Kilnhurst stammende Flügelspieler Tubby Ashton seinem Cheftrainer Brough Fletcher empfohlen hatte. Während seiner ersten Saison 1935/36 blieb Balow zumeist Teil der zweiten Mannschaft, bevor er am 14. April 1936 gegen Bradford City im Profiteam debütierte. Der FC Barnsley befand sich mitten im Abstiegskampf und der junge Offensivspieler rechtfertigte das in ihn gesetzte Vertrauen mit einem Tor zum 1:1-Remis. Dadurch behielt er seinen Platz im Team sowohl für die nächste Partie gegen Leicester City als auch in der Woche darauf gegen den FC Southampton. In der letzteren Partie schoss er den ersten Treffer zum 3:1-Sieg und auch dank seines Beitrag gelang dem Klub der knappe Klassenerhalt.
Die Stärken in Barlows Spiel lagen im guten Dribbling und der allgemein guten Ballbehandlung und obwohl er während seiner aktiven Zeit nur selten als Torjäger auftrat, schien er bei besonders wichtigen Spielen treffsicher zu sein. Belege dafür waren in der Spielzeit 1936/37 das Tor gegen den FC Bury (2:2) und der Siegtreffer gegen Bradford Park Avenue (2:1). Unglücklicherweise sorgte jedoch eine Verletzung aus dem Spiel gegen Aston Villa für sein vorzeitiges Ende in der Saison. Nach einem weiteren Jahr und Barnsleys Abstieg in die dritte Liga trat der Erstligist Wolverhampton Wanderers mit einem Transfergesuch an die Vereinsführung des FC Barnsley heran und für die Ablösesumme von 7.000 Pfund wechselte Barlow im Juni 1938 den Verein.
In Wolverhampton führte der dortige Trainer und Kriegsveteran Major Buckley ein strenges Regiment und die Zusammenarbeit stellte sich schnell für beide Seiten als ein Missverständnis heraus. Nach gerade einmal drei Pflichtspielen trennten sich bereits im Februar 1939 wieder die Wege und für eine Ablösesumme von 8.500 Pfund zog Barlow weiter zum Erstligakonkurrenten FC Portsmouth.

### FC Portsmouth (1939–1949)
Nur kurze Zeit nach seiner Verpflichtung debütierte Barlow für „Pompey“ gegen Charlton Athletic. Obwohl er seine neuen Mannschaftskameraden in London zum ersten Mal traf, war er als Halbstürmer auf Anhieb eine Verstärkung. Dabei schoss er ein Tor beim 3:3-Remis, nachdem dem Klub in den sechs Ligapartien zuvor kein einziger Treffer gelungen war. Trotz der Torflaute in der Meisterschaft überstand Portsmouth im FA Cup Runde um Runde und beim 2:1-Halbfinalsieg gegen Huddersfield Town steuerte Barlow den Ausgleich zum 1:1 bei. Im Endspiel traf Barlow (wie auch Guy Wharton) ausgerechnet auf den Ex-Klub aus Wolverhampton. Die Partie endete mit einem 4:1-Erfolg für Portsmouth und Barlow eröffnete in der 31. Minute den Torreigen. Die Hoffnungen auf weitere sportliche Erfolge erhielten dann jedoch einen Rückschlag, denn der Ausbruch des Zweiten Weltkriegs sorgte für eine mehrjährige Unterbrechung des offiziellen Spielbetriebs.
Im Verlauf der sieben Jahre ohne regulären Profiligafußball absolvierte Barlow 198 „Wartime Matches“ für Portsmouth und erzielte dabei 99 Tore. Daneben trat er als Gastspieler auch für den FC Barnsley (24 Spiele/8 Tore), den FC Chelsea (1/1) und Rotherham United (2/1) in Erscheinung. Zur Eröffnungspartie der ersten Nachkriegssaison 1946/47 war er als linker Halbstürmer Teil der Mannschaft, die die Blackburn Rovers mit 3:1 daheim besiegte. Zum Ende seiner ersten vollständigen Erstligasaison hatte Barlow zehn Tore in 37 Partien erzielt. Besondere Aufmerksamkeit erregte seine Leistung am 18. Januar 1947 beim 2:1 gegen den FC Everton, als er einen 0:1-Rückstand in den letzten sechs Spielminuten nicht nur mit zwei Toren zu einem 2:1 drehte, sondern im Anschluss auch noch den möglichen Ausgleich von Everton auf der eigenen Torlinie abwehrte. Zwei Jahre später gewann Barlow mit Portsmouth die englische Meisterschaft und Barlow war ein Schlüsselspieler mit 29 Ligaeinsätzen und acht Treffern – dieselbe Torausbeute hatte seine Halbstürmerkollege Duggie Reid vorzuweisen. Neben Cliff Parker war er der einzige noch verbliebene Spieler aus der Pokalsiegermannschaft von 1939 und da Parker nur fünf Partien in der Meistersaison absolvierte, ist Barlow bis heute der einzige Spieler, der mit dem FC Portsmouth den Pokal gewann und dazu eine Meistermedaille errang. Trotzdem ließ sein Abschied nicht mehr lange auf sich warten und nach gerade einmal drei Einsätzen zu Beginn der Saison 1949/50, in der Portsmouth später den Titel verteidigte, wechselte Barlow im Dezember 1949 zum Zweitligisten Leicester City.

### Leicester City & Colchester United (1949–1954)
Leicester hatte im März 1949 überraschend Portsmouth (mit Barlow in den Reihen) im Halbfinale des FA Cups besiegt. Barlow war die erste Verpflichtung des neuen Leicester-Trainers Norman Bullock, galt als „gewiefter Veteran auf der Halbstürmerposition“ und debütierte am 17. Dezember 1949 daheim gegen Sheffield Wednesday (2:2). In gut zweieinhalb Jahren absolvierte er 44 Pflichtspiele für Leicester und schoss neun Tore, bevor er 1952 die Rolle des Spielertrainers bei Wisbech Town angeboten bekam. Er lehnte die Offerte jedoch ab und entschied sich stattdessen dazu, die Profilaufbahn noch zwei weitere Jahre beim Drittligisten Colchester United fortzusetzen. Die Ablösesumme betrug 1.000 Pfund und er bestritt 67 Pflichtspiele für den Klub in den folgenden zwei Jahren, bevor eine Knieverletzung seiner Profilaufbahn ein Ende setzte.
Während er im Anschluss noch für niederklassige Klubs wie Crittall Athletic und Long Melford die aktive Laufbahn ausklingen ließ, blieb er in Colchester sesshaft. Er betrieb einen Gemüseladen in der Stadt und trainierte diverse Jugendmannschaften. Dazu wurde sein 1950 geborener Sohn Peter im Dezember 1966 zum jüngsten Spieler in der Geschichte von Colchester United. Im März 2004 verstarb Barlow im Alter von 87 Jahren in Colchester.

### Sonstiges
Im Juni 1934 zog Barlow einen ertrinkenden Jungen aus dem River Don; die Wiederbelebungsmaßnahmen blieben aber erfolglos. Er arbeitete zu diesem Zeitpunkt im Transportsystem eines nahegelegenen Bergwerks.

## Titel/Auszeichnungen
- Englischer Fußballmeister (1): 1949
- Englischer Pokalsieger (1): 1939
- Charity Shield (1): 1949 (geteilt)